# 스파이크 카우언

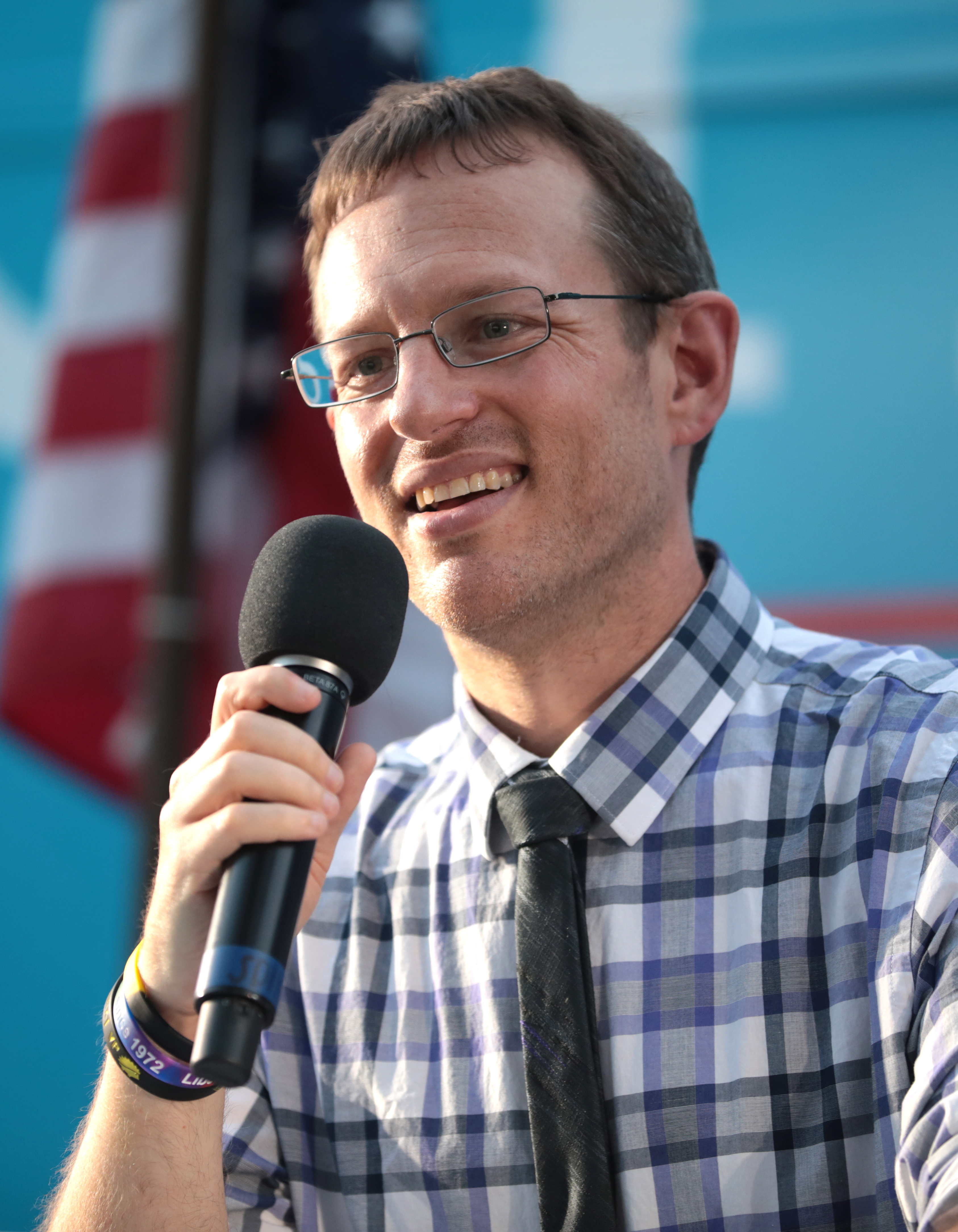

제러미 "스파이크" 카우언(영어: Jeremy "Spike" Cohen, 1982년 6월 28일 ~ )은 미국의 정치 활동가, 기업인, 팟캐스터이다. 그는 2020년 대선에 조 조겐슨 자유당 후보의 러닝메이트로 출마한 바 있다.

## 어린 시절
1982년 메릴랜드주 볼티모어에서 태어났으며, 유대인 부모 밑에서 메시아 유대교인으로 성장하며 바르미츠바 의식을 치르기도 했다.
16세 때부터 웹 디자인을 배우기 시작했으며, 몇 년 후 성공적인 사업을 시작했다. 33세 때인 2016년 다발성 경화증을 앓기도 했다. 그 후 자신의 웹 디자인 사업을 팔고 자유지상주의 활동에 참여하기 시작했다. 머디드 워터스 미디어(Muddied Waters Media)의 팟캐스터이기도 하며, 별명 "스파이크"는 영화 My Little Pony: The Movie의 등장인물에서 따온 것으로 3살 때부터 사용하기 시작했다.

## 역대 선거 결과
| 선거명      | 직책명        | 대수 | 정당   | 득표율 | 득표수 (선거인단) | 결과 | 당락 |
| ----------- | ------------- | ---- | ------ | ------ | ----------------- | ---- | ---- |
| 2020년 선거 | 미국의 부통령 | 49대 | 자유당 | 1.19%  | 1,854,454표 (0명) | 3위  | 낙선 |